# Рагби клуб Краснојарск
Рагби клуб Краснојарск је професионални руски рагби јунион (рагби 15) клуб из Краснојарска. Са годишњим буџетом од 2,5 милиона евра, један је од најмоћнијих руских рагби клубова.

## Успеси
Национално првенство - 10
1990, 1991, 1992, 1994, 1995, 1996, 1997, 1998, 2000, 2001
Куп Русије у рагбију - 7 
1995, 1996, 1998, 2003, 2006, 2011, 2013